# Torre del Serentill
La Torre del Serentill és un mas del municipi de Torre-serona, a la comarca catalana del Segrià.